# لاسلو فولدز
لاسلو فولدز (بالمجرية: Földes László)‏ هو مهندس معماري مجري، ولد في 31 أغسطس 1959.